# Gerhard Pflüger
Gerhard Friedrich Wilhelm Pflüger (* 9. April 1907 in Dresden; † 24. Oktober 1991 in Weimar) war ein deutscher Dirigent.

## Leben
Pflüger besuchte von 1913 bis 1924 die Bürgerschule und ein Gymnasium in Dresden. Danach studierte er bis 1927 bei Kurt Striegler und Fritz Busch an der Orchesterschule der Sächsischen Staatskapelle Dresden. Von 1927 bis 1930 war er Solorepetitor, Kapellmeister und Chordirigent im ostpreußischen Tilsit. Von 1930 bis 1932 war er Erster Kapellmeister in Stralsund und bis 1935 in Gotha. Von 1935 bis 1938 wirkte er als musikalischer Oberleiter in Nordhausen. Am 8. September 1937 beantragte er die Aufnahme in die NSDAP und wurde zum 1. April 1940 aufgenommen (Mitgliedsnummer 8.376.609). Bis 1940 war er Erster Kapellmeister in Altenburg und danach in Meiningen.
Ab 1946 war er Mitglied der SED. Von 1948 bis 1955 war er Generalmusikdirektor und Intendant an den Städtischen Bühnen Rostock. Außerdem leitete er die Dirigentenklasse an der Musikhochschule Rostock. Von 1949 bis 1957 wirkte er als Ständiger Dirigent beim Rundfunk-Sinfonieorchester Leipzig und von 1957 bis 1973 bei der Staatskapelle Weimar. Zudem war er seit 1962 Professor und Leiter der Dirigentenklasse an der Hochschule für Musik Franz Liszt Weimar.
1972 wurde er mit dem Kunstpreis der DDR ausgezeichnet.